# Ice Cream Cake
Ice Cream Cake là mini-album đầu tay nhóm nhạc nữ Hàn Quốc, Red Velvet. Nó đánh dấu sự xuất hiện đầu tiên của nhóm với đội hình 5 thành viên (Yeri được thêm vào). Album được phát hành kỹ thuật số vào ngày 17 tháng 3 năm 2015, và được phát hành vào ngày 18. Album được phát hành trong hai phiên bản và có sáu bài hát với ca khúc chủ đề đôi, "Ice Cream Cake" và "Automatic". Với giai điệu tuyệt vời, ma mị,bài hát nhanh chóng chiếm được tình cảm của rất nhiều người, đặc biệt là cộng đồng fan Kpop Việt Nam.

## Tổng quan
Ngày 11 tháng 3 năm 2015, SM Entertainment đã chính thức giới thiệu cựu thành viên SM Rookies, Yeri, sẽ là một thành viên mới của Red Velvet qua một đoạn video được đăng tải trên kênh YouTube của họ. Cùng ngày, họ đã tiết lộ tựa đề của album đầu tiên của nhóm là "Ice Cream Cake". Ngày 14 tháng 3, các video âm nhạc cho bài hát "Automatic" được phát hành. SM Entertainment đã xác nhận rằng nhóm sẽ quảng bá với ca khúc chủ đề đôi là "Ice Cream Cake" và "Automatic".
Mini-album được phát hành trong hai phiên bản, "Ice Cream Cake" và "Automatic". Không có sự thay đổi trong danh sách, phiên bản "Automatic" có bìa thay thế, các thiết kế của đĩa và các photo-book bên trong là khác nhau giữ hai phiên bản.
Video âm nhạc "Ice Cream Cake" phát hành vào ngày 16 tháng 3 năm 2015 , vũ đạo được dựng bởi Kyle Hanagami - người cũng làm việc với nhóm cho đĩa đơn thứ 2 "Be Natural". Video âm nhạc được quay ở Palmdale, California, sử dụng một nhà trọ dường như bị bỏ hoang tại sa mạc California và bối cảnh của bữa tối. Trước khi thông báo bổ sung Yeri vào nhóm, bốn thành viên ban đầu và thành viên mới Yeri đã được phát hiện quay video âm nhạc cho sự trở lại vào tháng 2, khi tiêu đề của bài hát đã được đồn là "Blonde Girl". Ngược lại với các video âm nhạc "Automatic" với chủ đề trưởng thành, video âm nhạc của "Ice Cream Cake" là trong sáng và sống động hơn, với các cô gái nhảy múa một điệu nhảy nhịp độ nhanh trong trang phục đầy màu sắc.
SM Entertainment đã công bố một chương trình trong đó các nhóm sẽ được quảng bá cho album mới của họ, được gọi là Ice Cream TV. Nhóm sẽ biểu diễn bài hát của họ và sẽ phát trực tiếp thông qua Naver Music và được SHINee 's Minho dẫn chương trình. Bên cạnh buổi biểu diễn trực tiếp của họ, nhóm cũng sẽ nói về album mới và sự trở lại của họ.
Nhóm bắt đầu quảng bá "Automatic" và "Ice Cream Cake" trên các chương trình âm nhạc vào ngày 19. Họ lần đầu tiên biểu diễn các bài hát trên M! Countdown, tiếp theo là màn trình diễn trên Music Bank  vào ngày 20 tháng 3 và Inkigayo  vào ngày 22. Trong lần biểu diễn trên Music Bank một tuần sau và chiến thắng đầu tiên của nhóm trên các chương trình âm nhạc kể từ khi ra chính thức ra mắt. Nhóm đã lần đầu biểu diễn ở nước ngoài với "Ice Cream Cake" và lần đầu nhóm xuất hiện là một nhóm nhạc 5 thành viên trong SMTOWN Concert được tổ chức tại Đài Loan.
Mini-album đứng vị trí số 1 trên bảng xếp hạng Gaon Weekly Album của Hàn Quốc và đứng vị trí số 2 trên bảng xếp hạng Billboard 's World Albums Chart. Các bài hát khác trong album cũng đạt vị trí 25 trên bảng xếp hạng Billboard' s Top Heatseekers trong 04 tháng 4 năm 2015. "Ice Cream Cake" ra mắt ở vị trí thứ 4 trên Gaon Singles Chart và đạt vị trí số 3 trên Billboard Digital World Songs. Năm ca khúc khác trong album cũng xếp thứ hạng cao trên Gaon Singles Chart. 
"Ice Cream Cake" đã trở thành video K-pop được xem nhiều nhất trên thế giới tính tới tháng 3, trong khi "Automatic" đứng thứ 6. "Ice Cream Cake" đứng đầu ở Mỹ trong khi "Automatic" xếp thứ 4.
Mini-album đã trở thành album bán chạy nhất của nhóm nhạc nữ Hàn Quốc trên bảng xếp hạng Hanteo trong nửa đầu của năm 2015.

## Danh sách bài hát
| STT              | Nhan đề                | Phổ lời                                   | Phổ nhạc                                                                                  | Thời lượng |
| ---------------- | ---------------------- | ----------------------------------------- | ----------------------------------------------------------------------------------------- | ---------- |
| 1.               | "Ice Cream Cake"       | Jo Yoon-kyung                             | Hayley Aitken, Sebastian Lundberg, Fredrik Haggstam, Johan Gustafson, A.K.A Trinity Music | 03:11      |
| 2.               | "Automatic"            | Jam Factory, Daniel Klein, Charlotte Taft | Daniel Klein, Charlotte Taft                                                              | 03:30      |
| 3.               | "Somethin Kinda Crazy" | Kenzie, Teddy Riley, DOM                  | Charlotte Taft, Kenzie, Teddy Riley, DOM                                                  | 03:19      |
| 4.               | "Stupid Cupid"         | Hayley Aitken, 220                        | Andrew Choi, 220, Hayley Aitken, Cha Cha Malone                                           | 03:29      |
| 5.               | "Take It Slow"         | G-High                                    | G-High                                                                                    | 03:31      |
| 6.               | "Candy" (사탕)         | Hong Ji-yoo                               | Claire Rodrigues Lee, Kevin Charge, Score                                                 | 04:22      |
| Tổng thời lượng: | Tổng thời lượng:       | Tổng thời lượng:                          | Tổng thời lượng:                                                                          | 21:21      |

## Bảng xếp hạng
| Bảng xếp hạng (2015)  | Thứ hạng cao nhất |
| --------------------- | ----------------- |
| US World Albums       | 2                 |
| US Top Heatseekers    | 25                |
| Album Hàn Quốc (Gaon) | 1                 |

| Bảng xếp hạng (2015)  | Thứ hạng cao nhất |
| --------------------- | ----------------- |
| Album Hàn Quốc (Gaon) | 8                 |

## Đề cử và giải thưởng

### Chương trình âm nhạc
| Bài hát          | Chương trình              | Ngày tháng          |
| ---------------- | ------------------------- | ------------------- |
| "Ice Cream Cake" | Music Bank (KBS)          | 27 tháng 3 năm 2015 |
| "Ice Cream Cake" | Inkigayo (SBS)            | 29 tháng 3 năm 2015 |
| "Ice Cream Cake" | The Show (SBS)            | 31 tháng 3 năm 2015 |
| "Ice Cream Cake" | Show Champion (MBC Music) | 01 tháng 4 năm 2015 |
| "Ice Cream Cake" | M! Countdown (Mnet)       | 02 tháng 4 năm 2015 |
| "Ice Cream Cake" | Show! Music Core (MBC)    | 04 tháng 4 năm 2015 |

## Lịch sử phát hành
| Quốc gia | Ngày tháng          | Format           | Phân phối |
| -------- | ------------------- | ---------------- | --------- |
| Hàn Quốc | 17 tháng 3 năm 2015 | Digital download | KT Music  |
| Hàn Quốc | 18 tháng 3 năm 2015 | CD               | KT Music  |